# Meghradzor
Meghradzor (in armeno Մեղրաձոր?, conosciuto anche come Megradzor, in passato Taycharukh) è un comune dell'Armenia di 2 863 abitanti (2008) della provincia di Kotayk'.